# Wapen van Aywaille

Het wapen van Aywaille.

Het wapen van Aywaille werd op 21 april 1983 aan de Luikse gemeente Aywaille toegekend.

## Geschiedenis
Het wapen verwijst naar het verleden van de deelgemeentes van de nieuwe fusiegemeente Aywaille: terwijl het merendeel van het grondgebied historisch gezien toebehoorde tot het hertogdom Luxemburg (Aywaille en Harzé), behoorde Ernonheid toe aan het abdijvorstendom Stavelot-Malmedy en een deel van Sougné-Remouchamps maakte deel uit van het hertogdom Limburg. Daarom werd er voor kozen om een gedeeld wapen te nemen met in het eerste deel het wapen van Luxemburg en in het tweede deel het wapen van Limburg en dit voor een gouden afbeelding van Sint-Pieter - de patroonheilige van Sougné-Remouchamps en Aywaille.

## Blazoen
Het wapen wordt als volgt omschreven:
Parti au 1 burelé d'argent et d'azur, de dix pièces au lion de gueules, couronné, armé et lampassé d'or à la queue fourchue et passée en sautoir (qui est Luxembourg), au 2 d'argent au lion de gueules, couronné, armé et lampassé d'or à la queue fourchue et passée en sautoir (qui est Limbourg), l'écu posé devant un saint Pierre tenant de la dextre une clef, le panneton en haut et tourné à l'extérieur et de la senestre un livre fermé, le tout d'or.
Gedeeld 1. van tien dunne zilveren en azuren dwarsbalken voorzien met een leeuw van keel, gekroond, genageld en getongd van goud, de staart gespleten en schuingekruist (dit is Luxemburg), 2. in zilver een leeuw van keel, gekroond, genageld en getongd van goud, de staart gespleten en schuingekruist (dit is Limburg), het geheel geplaatst voor een Sint-Pieter houdend in zijn rechterhand een sleutel, de baard naar boven en naar buiten gekeerd en in de linkerhand een gesloten boek, het geheel van goud.— 21 april 1983.